# Юсуф, Аббас
Аббас Юсуф (фр. Abbas Djoussouf, 22 марта 1942, Морони, Французские Коморские Острова — 13 июня 2010, Порт-Луи, Маврикий) — премьер-министр Коморских островов (1998—1999).

## Биография
Окончил Национальную школу географических наук в Сент-Монде (Франция).
В 1965—1970 гг. — директор Инженерно-геодезической компании Коморских Остров.
В 1970—1973 гг. — после выкупа Air Comores у Air France был назначен коммерческим директором авиакомпании.
В 1968 г. стоял у истоков создания Народно-демократического объединения Коморских островов (Rassemblement Démocratique du Peuple Comorien).
Являлся активным участником военного переворота, осуществлённого, 3 августа 1975 года, в результате которого к власти пришёл Али Суалих, являлся членом Национального Совета Революции.
В 1975—1976 гг. — министр иностранных дел Комор, однако вследствие жёсткой антиисламской политики Суалиха он отходит от политики правительства. В результате в 1978 году он был обвинён в попытке покушения на жизнь главы государства, арестован и подвергнут публичной экзекуции в Морони.
После свержения режима Суалиха наёмниками во главе с Бобом Денаром Юсуф в мае-декабре 1978 г. — министр внутренних дел, обороны и транспорта. Его отношения с президентом Ахмедом Абдаллахом Абдереманом стали ухудшаться и он ушёл в отставку.
В последующие годы занимался строительным бизнесом, создал ряд проектов по организации общественных работ.
В 1987 г. основал Движение за демократию и прогресс и возобновил свою политическую деятельность.
После смерти президента Абдаллаха баллотировался на пост главы государства, получив 13,25 % голосов в свою поддержку.
В 1998—1999 г. — премьер-министр Коморских островов. Был отстранён от должности после переворота, совершённого полковником Азали Ассумани.